# Психологија заједнице
Психологија заједнице се бави заједницом као јединицом проучавања. Ово је у супротности са већином психологије која се фокусира на појединца. Психологија заједнице такође проучава заједницу као контекст за појединце у њој, и односе појединца према заједници и друштву. Психолози у заједници настоје да разумеју функционисање заједнице, укључујући квалитет живота особа унутар група, организација и институција, заједница и друштва. Они имају за циљ да унапреде квалитет живота кроз колаборативно истраживање и акцију. Психологија заједнице користи различите перспективе унутар и ван психологије како би се позабавила питањима заједница, односа у њима и сродним ставовима и понашањима људи.
Рапорт (1977) разматра перспективу психологије заједнице као еколошке перспективе на уклапање особе и окружења (ово је често повезано са радним окружењем) које је фокус проучавања и деловања уместо покушаја да се промени личност појединца или окружење када сматра се да појединац има проблем.
Уско повезане дисциплине укључују праксу у заједници, еколошку психологију, психологију животне средине, критичку психологију, међукултуралну психологију, социјалну психологију, политичке науке, јавно здравље, социологију, социјални рад, примењену антропологију и развој заједнице.
У Сједињеним Државама, психологија заједнице је израсла из покрета за ментално здравље у заједници, али је драматично еволуирала како су рани практичари укључили своја схватања политичких структура и других контекста заједнице у перспективе услуга клијентима. Међутим, у другим регионима има другачије порекло. У великом делу Латинске Америке, на пример, развила се из социјалне психологије, као одговор на „кризу социјалне психологије“ и потрагу за психолошком теоријом и праксом релевантном за друштвене проблеме региона.

## Друштво за истраживање и акцију заједнице
Одсек 27 Америчког психолошког удружења је одсек за психологију заједнице АПА-е, назван Друштво за истраживање и акцију заједнице (ДИАЗ). Мисија Друштва је следећа:
Друштво за истраживање и акцију заједнице (ДИАЗ) је међународна организација посвећена унапређењу теорије, истраживања и друштвене акције. Њени чланови су посвећени промовисању здравља и оснаживања и спречавању проблема у заједницама, групама и појединцима. ДИАЗ служи многим различитим дисциплинама које се фокусирају на истраживање и акцију заједнице.
Веб страница ДИАЗ има ресурсе за подучавање и учење психологије заједнице, информације о догађајима на терену и везаним за истраживање и акцију, како се укључити и додатне информације о терену, члановима и програмима основних и постдипломских студија из психологије у заједници.

## Историја психологије заједнице у САД
Током 1950-их и 1960-их, многи фактори су допринели почетку психологије заједнице у САД. Неки од ових фактора укључују:
- Одмак од друштвено конзервативних, индивидуално фокусираних пракси у здравственој заштити и психологији у прогресивни период који се бави питањима јавног здравља, превенције и друштвених промена након Другог светског рата[2] и све већег интересовања социјалних психолога за расне и верске предрасуде, сиромаштво и друга друштвена питања[8]
- Уочена потреба већег лечења менталних болести за ветеране[3]
- Психолози доводе у питање вредност саме психотерапије у лечењу великог броја људи са менталним болестима[3]
- Развој центара за ментално здравље у заједници и деинституционализација особа са менталним болестима у њихове заједнице[2]

### Конференција Свампскот
1965. године, неколико психолога се састало да разговарају о будућности менталног здравља заједнице, као и да разговарају о питању укључивања само у проблеме менталног здравља уместо заједнице у целини. Конференција Свампскот се сматра родним местом психологије заједнице. Објављени извештај са конференције позива психологе у заједници да буду политички активисти, агенти друштвених промена и „концептуализатори учесника“.

## Теорије, концепти и вредности у психологији заједнице

### Еколошки нивои анализе
Џејмс Кели (1966; Трикет, 1984) развио је еколошку аналогију која се користи за разумевање начина на који су окружења и појединци међусобно повезани. За разлику од еколошког оквира који је развио Бронфенбренер (1979), фокус Келијевог оквира није био толико на томе како различити нивои животне средине могу утицати на појединца, већ на разумевању како људске заједнице функционишу. Конкретно, Кели сугерише да постоје 4 важна принципа који управљају људима у окружењу:
- адаптација: тј. да је оно што појединци раде адаптивно с обзиром на захтеве околног контекста. То је двосмерни процес: појединци се прилагођавају ограничењима и квалитету окружења, док се окружење прилагођава својим члановима
  - Примери: Што се тиче прилагођавања појединца, узмимо на пример када се појединац прилагођава захтевима новог посла, прилагођава се том окружењу учећи или стичући све неопходне вештине које су им потребне за добро обављање својих задатака. На еколошкој страни адаптације, можемо замислити различите ситуације које укључују породицу, као што је рођење детета, нови посао родитеља или када деца похађају факултет и одсељавају се од куће; у свим овим случајевима окружење се по потреби прилагођавало променама у својим члановима[9]
- сукцесија: свако окружење има историју која је створила тренутне структуре, норме, ставове и политике, и свака интервенција у окружењу мора ценити ову историју и разумети зашто тренутни систем постоји у облику у којем постоји. Овај принцип се примењује на породице, организације и заједнице; даље, импликација запажања и разумевања сукцесије у овим јединицама је да психолози морају разумети историју те јединице (породице, организације или заједнице) пре него што покушају да спроведу план интервенције [10]
- циклус ресурса: свако окружење има ресурсе које треба идентификовати и могућности за развој нових ресурса; перспектива ресурса наглашава фокус на снаге појединаца, група и институција унутар окружења и већа је вероватноћа да ће интервенције успети ако се надовезују на такве постојеће снаге, уместо да уводе нове спољне механизме за промену. Постоје лични ресурси који укључују индивидуалне таленте, снаге или специјалности, као и друштвени ресурси као што су заједничке норме, уверења или вредности; даље, аспекти физичког окружења могу се сматрати ресурсима, као што су мирна места за одмор, библиотека и други квалитети простора посебно[11]
- међузависност: подешавања су системи и свака промена једног аспекта окружења ће имати последице по друге аспекте окружења, тако да свака интервенција треба да предвиди свој утицај на цело окружење и да буде спремна за нежељене последице. Када погледамо школу, на пример, као пример из стварног света, међузависни делови укључују: ученике, наставнике, администраторе, родитеље ученика, наставнике и особље (секретарице, домара, саветнике, медицинске сестре), чланове одбора и пореске обвезнике[12]

### Промена првог и другог реда
Пошто психолози у заједници често раде на друштвеним питањима, они често раде на позитивним друштвеним променама. Вацлавик и сарадници (1974) праве разлику између промене првог и другог реда и како је промена другог реда често у фокусу психологије заједнице.
- промена првог реда: позитивно мењање појединаца у окружењу у покушају да се реши проблем
- промена другог реда: брига о системима и структурама укљученим у проблем како би се прилагодила особа-окружење

Као пример тога како се ове методе разликују, размотрите бескућништво. Промена првог реда за „поправљање“ бескућништва била би пружање уточишта једном или већем броју бескућника. Промена другог реда била би решавање питања у политици у вези са приступачним становањем.

### Превенција и промоција здравља
Психологија заједнице наглашава принципе и стратегије превенције друштвених, емоционалних проблема и проблема у понашању, као и промоцију здравља и здравља на нивоу појединца и заједнице, позајмљене из јавног здравља и превентивне медицине, а не пасивни медицински модел заснован на лечењу. Посебно се истиче универзална, селективна, примарна и индикована или секундарна превенција (рана идентификација и интервенција). Допринос психологије заједнице науци о превенцији био је значајан, укључујући развој и евалуацију Програма за почетак.

### Оснаживање
Један од циљева психологије заједнице је оснаживање појединаца и заједница које су маргинализоване од стране друштва.
Једна од дефиниција термина је „намерни, стални процес усредсређен на локалну заједницу, који укључује међусобно поштовање, критичко размишљање, бригу и групно учешће, кроз који људи којима недостаје једнак удео ресурса добијају већи приступ и контролу над тим ресурсима“. Рапапортова (1984) дефиниција укључује: „Оснаживање се посматра као процес: механизам помоћу којег људи, организације и заједнице овладавају својим животима.
Иако је оснаживање имало важно место у истраживању психологије заједнице и литератури, неки су критиковали његову употребу. Ригер (1993), на пример, указује на парадоксалну природу оснаживања као мушког, индивидуалистичког конструкта који се користи у истраживању заједнице. Психолог заједнице Гај Холмс критиковао је оснаживање као нејасан концепт препун онога што је Волф Волфенсбергер назвао „висока вредност лудости“, тј. модеран израз који различитим људима значи различите ствари, и на крају значи све и ништа. Сигурно би се мало психолога у заједници сложило са Маом да 'моћ расте из цеви пиштоља.'
Током 1990-их, парадигма подршке и оснаживања (Рацино, 1992) је предложена као организациони концепт који би заменио или допунио претходну парадигму рехабилитације, и да би се признале различите групе и рад у заједници у настајању друштвених дисциплина.

### Социјална правда
Основна вредност психологије заједнице је тражење социјалне правде кроз истраживање и акцију. Психолози у заједници често се залажу за једнакост и политике које омогућавају добробит свих људи, посебно маргинализоване популације. На пример, у мају 2019. године у граду Брајтон и Хоув - Унфрамед Ливес је био догађај о бескућницима и штедњи.

### Разноликост
Друга вредност психологије заједнице укључује прихватање различитости. Раппапорт укључује разноликост као дефинишући аспект ове области, позивајући на истраживање да се ради у корист различитих популација у стицању једнакости и правде. Ова вредност се види кроз већи део истраживања спроведених са заједницама без обзира на етничку припадност, културу, сексуалну оријентацију, статус инвалидитета, социоекономски статус, пол и године.

### Индивидуално благостање
Индивидуални веллнесс је физичко и психичко благостање свих људи. Истраживања у психологији заједнице фокусирају се на методе за побољшање индивидуалног здравља, посебно кроз превенцију и промене другог реда.

### Учествовање грађана
Учешће грађана се односи на способност појединаца да имају глас у доношењу одлука, дефинисању и решавању проблема, као и ширењу информација прикупљених о њима. Ово је основа за коришћење партиципативног акционог истраживања у психологији заједнице, где су чланови заједнице често укључени у процес истраживања тако што деле своје јединствено знање и искуство са истраживачким тимом и радећи као коистраживачи. Насупрот томе, учешће грађана траже програмери заједнице и планери заједнице (тј. јавни администратори) како би се осигурало да владина средства најбоље задовољавају потребе локалног становништва. Три кључне вредности учешћа су: изградња подршке за планирање владе, подизање политичке свести и унапређење демократских вредности. Учешће грађана у креирању политике има дугу историју и било је посебно снажно у суседским акцијама и програмима за борбу против сиромаштва, као и другим иницијативама које предводе активисти.

### Сарадња и снаге заједнице
Сарадња са члановима заједнице на изради истраживачких и акционих пројеката чини психологију заједнице изузетно примењеном области. Допуштајући заједницама да искористе своје знање како би допринијели пројектима на колаборативни, фер и равноправан начин, сам процес истраживања може оснажити грађане. Ово захтева стални однос између истраживача и заједнице од пре почетка истраживања до након што се истраживање заврши.

### Психолошки осећај заједнице
Психолошки осећај заједништва (или једноставно „осећај заједнице“) увео је 1974. Сејмур Сарасон. Дејвид Мекмилан и Дејвид Чевис су 1986. године направили велики корак објављивањем њихове „Теорије осећаја заједнице“, а 1990. „Индекса осећаја заједнице“. Првобитно дизајниран првенствено у односу на суседства, Индекс осећаја заједнице (СЦИ) може се прилагодити и за проучавање других заједница, укључујући радно место, школе, верске заједнице, заједнице од интереса итд.

### Емпиријско утемељење
Психологија заједнице заснива све акције заступања и социјалне правде на емпиризму. Ово емпиријско утемељење је оно што одваја психологију заједнице од друштвеног покрета или локалне организације. Методе из психологије су прилагођене за употребу на пољу које признаје субјективно истраживање засновано на вредностима које укључује чланове заједнице. Методе које се користе у психологији заједнице су стога прилагођене сваком појединачном истраживачком питању. Прихватају се квантитативне и квалитативне методе и друге иновативне методе.
Америчко психолошко удружење је спонзорисало две велике конференције о методама истраживања заједнице и недавно је објавио уређену књигу на ову тему.

## Поређење са клиничком психологијом у Великој Британији
Психологија заједнице се разликује од традиционалне клиничке психологије каква се практикује у Великој Британији на следеће начине:
| Клиничка психологија                                                                    | Психологија заједнице                                                                                                 |
| Већа је вероватноћа да ће радити са појединцима                                         | Већа је вероватноћа да ће радити са групама и заједницама                                                             |
| Рад је ограничен на клиничку популацију                                                 | Рад ће вероватно укључити различите групе у локалној заједници                                                        |
| Већа је вероватноћа да ће се одвијати у сали за консултације на клиници                 | Већа је вероватноћа да ће се одвијати у окружењу                                                                      |
| Фокусира се на симптоматске промене код појединца кроз индивидуално фокусиране терапије | Фокусирај се на промену на нивоу заједнице кроз колективну акцију                                                     |
| Рад под утицајем психијатријске дијагнозе                                               | Рад под утицајем мапирања потреба на нивоу заједнице и идентификовања извора угњетавања                               |
| Рад под утицајем смерница за лечење одозго на доле (e.g. NICE)                          | Рад под утицајем повратних информација „одоздо према горе“ од сарадника из заједнице                                  |
| База доказа даје предност рандомизованим контролисаним клиничким испитивањима)          | База доказа даје предност различитим истраживачким методама, посебно онима које наглашавају акцију и учешће заједнице |
| Већа је вероватноћа да ће бити краткорочна или временски ограничена                     | Већа је вероватноћа да ће бити дугорочна и да ће се временом градити и расти                                          |
| Реактивна и мелиоративна у циљу                                                         | Превентивна и трансформациона у циљу (нпр. заговарање, кампања и деловање за доношење друштвених промена)             |

Примере психологије заједнице у Великој Британији су документовали Керолин Каган и Марк Бартон, Џим Орфорд и Гај Холмс.

## Едукација
Многи програми који се односе на психологију заједнице смештени су у одељењима за психологију, док су други интердисциплинарни. Студенти који стекну диплому психологије у заједници завршавају курсеве који се фокусирају на: историју и концепте ове области, људску разноликост и културну компетенцију, јавно здравље, методе истраживања заједнице и статистику, колаборативни рад у заједницама, развој организације и заједнице и консултације, превенцију и интервенцију, евалуација програма и дописивање грантова.
Истраживање је велика компонента и докторских и магистарских студија, јер психолози у заједници базирају интервенције на теорији и истраживању и користе истраживање усмерено на акцију за промовисање позитивних промена. Даље, студенти ће генерално наћи места под менторима факултета у својим институцијама у вези са локалним програмима, организацијама, грантовима, посебним популацијама или друштвеним питањима од интереса – дајући студентима прилику да имају праксу у раду психолога у заједници, под надзором члан факултета. Многи психолози у заједници ће пронаћи клиничке психологе укључене у њихов рад у заједницама, а сарадња између академских одељења се подстиче.
Да би проширили ову област и учинили образовање из психологије у заједници бесплатним, онлајн уџбеник Увод у психологију заједнице објављен је у јуну 2019.

## Непрофесионалци
Заштита и унапређење менталног здравља су кључни аспекти општег благостања, а различите иницијативе могу укључити непрофесионалце у промовисање менталног здравља. Док стручњаци за ментално здравље играју значајну улогу, чланови заједнице, вршњаци, породица и пријатељи могу допринети стварању окружења подршке. Непрофесионалци немају стручно образовање у помагачкој професији, али могу допринети побољшању менталног здравља. У ангажовању непрофесионалаца битне су три ствари: селекција, супервизија и едукација. Постојање људи који нису стручњаци и који служе као социјална подршка може помоћи неговању окружења које даје приоритет инклузивности, прихватању и разноликости помаже у стварању осећаја припадности, што је од суштинског значаја за ментално здравље.

## Рецензирани часописи
Следећи часописи пружају рецензиране чланке који се односе на психологију заједнице:
- „American Journal of Community Psychology (Society for Community Research and Action (SCRA) journal)”. doi:10.1002/(ISSN)1573-2770.
- The Australian Community Psychologist (Journal of the Australian Psychological Society)[34]
- Journal of Community & Applied Social Psychology (international journal)
- Journal of Community Psychology (international journal)
- Journal of Rural Community Psychology (e-journal)[35]
- Psychosocial Intervention/Intervención Psicosocial (published in both Spanish and English)
- Rivista di Psicologia di Comunità (Italian journal)
- Global Journal of Community Psychology Practice (GJCCP)

Поред тога, постоји низ интердисциплинарних часописа, као што је Community Mental Health Journal, са чланцима из области здравља заједнице који се баве аспектима психологије заједнице.